# Національна космічна організація
Національна космічна організація (кит.: 國家太空中心, англ. NSPO, раніше відома як Національне управління космічної програми) заснована в 2001, є цивільним космічним агентством Республіки Китай під егідою Національної наукової Виконавчої ради Юаня. NSPO бере участь у розвитку освоєння космічного простору, супутникового зв'язку й його розвитку, а також пов'язаних з ними технологій та інфраструктури (в тому числі серії супутників спостереження Землі FORMOSAT), займається дослідженнями в області авіаційно-космічної техніки, дистанційного зондування, астрофізики, інформатики, космічної зброї та захисту національної безпеки Республіки Китай.

## Історія
Перший Тайванський супутник ROCSAT-1 запущений 27 січня 1999 в рамках першої космічної програми в період з 1991-2006.
Також на орбіту виведений ROCSAT-2, запущений 21 травня 2004.
Штаб-квартира NSPO і основний наземний пункт управління розташовані в Синьчжу, Тайвань.